# Alcázar de Toledo
El Alcázar de Toledo o Real Alcázar de Toledo es una fortificación de carácter civil y militar, ubicada en una de las partes más altas de la ciudad española de Toledo. Se trata de una gran edificación de forma cuadrangular de 60 metros de lado, enmarcada con cuatro grandes torres de 60 metros de altura, cada una coronada por el típico chapitel madrileño de pizarra. Su privilegiada situación ha hecho de él un lugar de gran valor estratégico y así lo intuyeron los diversos pueblos que se asentaron en él. Su nombre se debe a uno de esos dominadores: los árabes, que fueron los que lo llamaron «Al Qasar» القصر, que significa «fortaleza».
Utilizado como palacio romano en el siglo III, fue restaurado bajo el reinado de Carlos I y su hijo Felipe II en la década de 1540. En julio de 1528, Hernán Cortés fue recibido por Carlos I en el alcázar, tras la conquista del Imperio azteca. La mayor parte del alcázar fue reconstruida o restaurada entre 1939 y 1957 después del asedio del Alcázar en la guerra civil española.
Actualmente el Alcázar de Toledo es sede del Museo del Ejército y de la Biblioteca de Castilla-La Mancha. Está protegido como Bien de Interés Cultural.

## Historia

### Fundación y primera fase

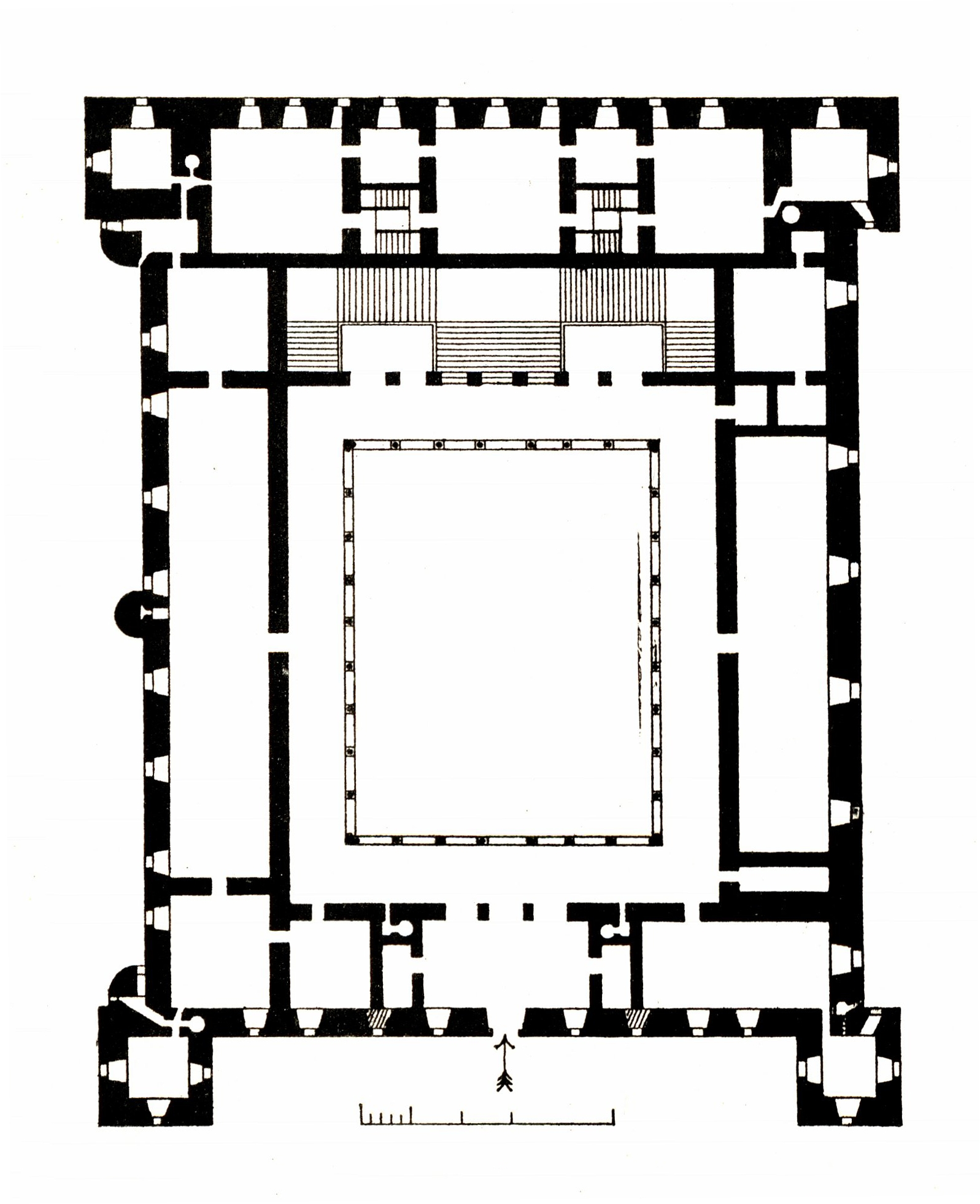
Plano del alcázar

En el siglo III fue un palacio romano donde, tras la conquista de la ciudad, establecieron el pretorio, sede del magistrado o pretor. Durante la época visigótica el rey Leovigildo estableció en él su capitalidad en el año 568. A partir de entonces se utilizaron las inmediaciones para «residencias regias» que se completaron con la construcción de las iglesias «pretorienses», llamadas así por su proximidad al pretorio, como la de Santa Leocadia. Se cree que en esta iglesia están enterrados, flanqueando la tumba de la santa, los reyes Wamba y Recesvinto, el cual —junto a Chindasvinto — creó el Fuero Juzgo. De la era de dominación musulmana destacan las obras iniciadas por Abd al-Rahman II en el año 836 y por Abd al-Rahman III en 932.

### Baja Edad Media
Fue restaurado y ampliado durante el mandato de Alfonso VI y sus sucesores Alfonso VII y Alfonso VIII; Fernando III el Santo la embellece considerablemente y Alfonso X el Sabio (que logra aunar las tres culturas que han pasado por Toledo — judía, árabe y cristiana— con la famosa Escuela de Traductores de Toledo) completa la fachada oriental y manda construir las cuatro torres de planta cuadrada que forman las cuatro esquinas del edificio.
A partir del siglo XIV, cuando ya había desaparecido casi totalmente la amenaza musulmana, bajo la dinastía de los Trastámara empezó a ejercer la función de morada regia. Siguieron las reformas interiores durante los reinados de Pedro I, llamado «el cruel» por sus detractores y «el justiciero» por sus seguidores, Enrique I, Juan II, Enrique IV y, posteriormente, los Reyes Católicos que acondicionaron la fachada oeste.

### Edad Moderna

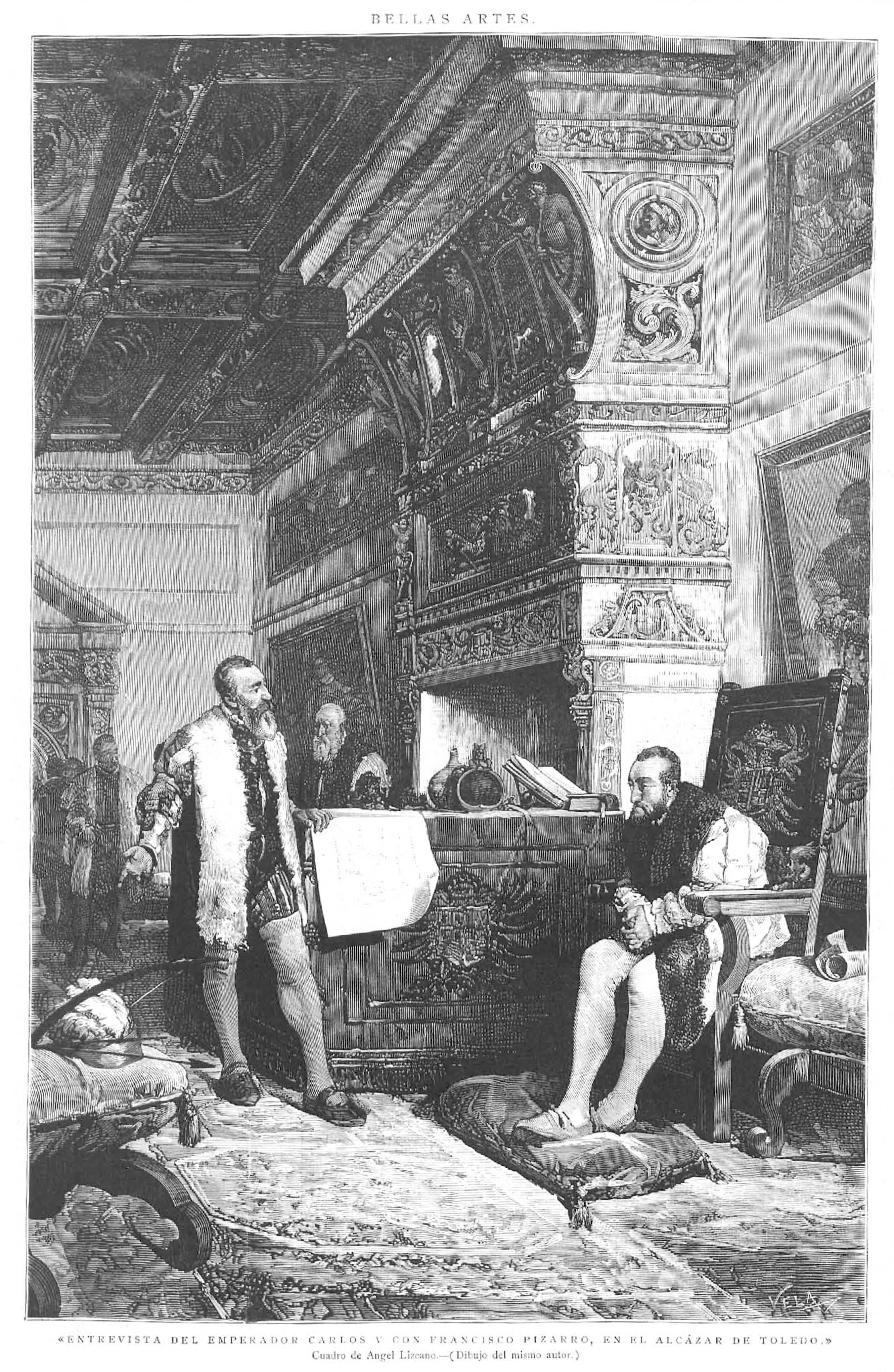
Entrevista del emperador Carlos V con Francisco Pizarro en el alcázar

Cuando Carlos I regresó a España desde Alemania, convocó en 1525 las Cortes en Toledo y se alojó en el Alcázar, donde discutió con la hermana de Francisco I de Francia su rescate, ya que estaba prisionero en Madrid.

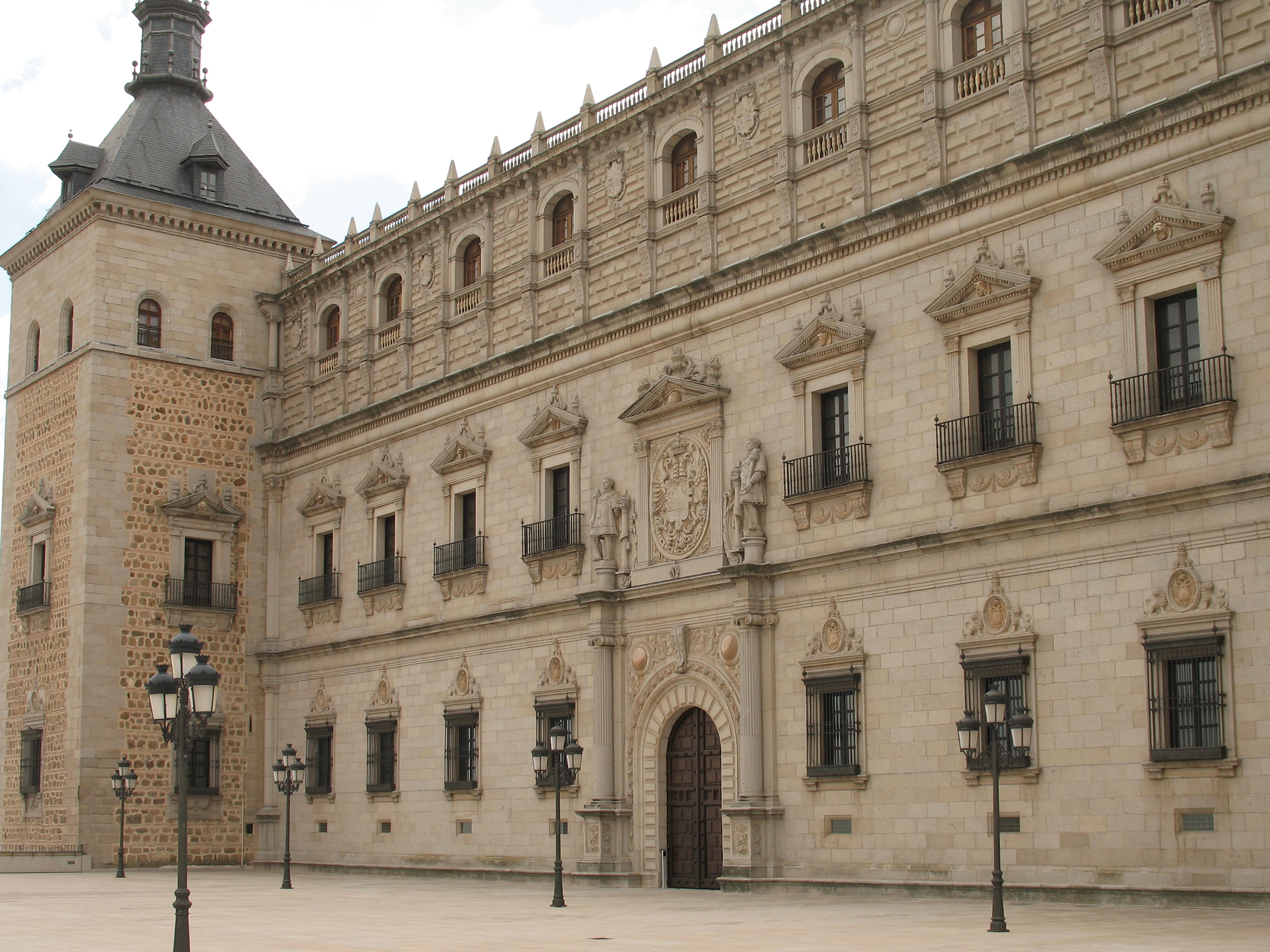
Fachada de Covarrubias

Fue modificado en 1535 bajo su mandato y encargó la dirección de las obras al arquitecto Alonso de Covarrubias, Francisco de Villalpando y Juan de Herrera. Diseñaron un edificio compacto y cerrado, organizado en torno a un patio rectangular con doble nivel de arcos sostenidos por columnas de aire muy clásico de capiteles corintios y compuestos. Covarrubias construyó la fachada norte y Herrera la sur. La sobria fachada dividida en tres pisos de vanos repetidos, en torno a los cuales se concentra la decoración, y un gigantesco escudo imperial sobre la puerta reflejan el poder del constructor. A la muerte de Villalpando, las obras fueron dirigidas por Juan de Herrera. Impresiona su escalera, posteriormente engrandecida por Francisco de Villalpando, concluida bajo el reinado de Felipe II. Fue residencia temporal de las reinas viudas Mariana de Austria (viuda de Felipe IV) y Mariana de Neoburgo (viuda de Carlos II).
Durante la Guerra de Sucesión sufrió su primer incendio por las fuerzas austriacas en 1710. Años más tarde, en 1774, el arzobispo Francisco de Lorenzana propone que se inicie su restauración, la cual se llevó a cabo bajo la dirección del arquitecto Ventura Rodríguez. Este fue el primer incendio de una serie que sufrió. Una vez restaurado, se instaló allí la Real Casa de Caridad. La invasión de España por las tropas de Napoleón y los sucesos que ocurrieron el 2 de mayo de 1808 en Madrid durante la Guerra de la Independencia tuvieron una gran repercusión en el Alcázar, ya que el 31 de enero de 1810, cuando los franceses mantenían un gran contingente de hombres y artillería en el Alcázar, este sufre su segundo incendio  sin que se sepan las causas, quedando en pie solamente la estructura principal del edificio. Por suerte, la escalera principal sufrió muy pocos daños. Se pensó reconstruirlo en varias ocasiones, pero en ninguna de ellas los intentos pasaron de ser simples proyectos.

### Siglo XIX

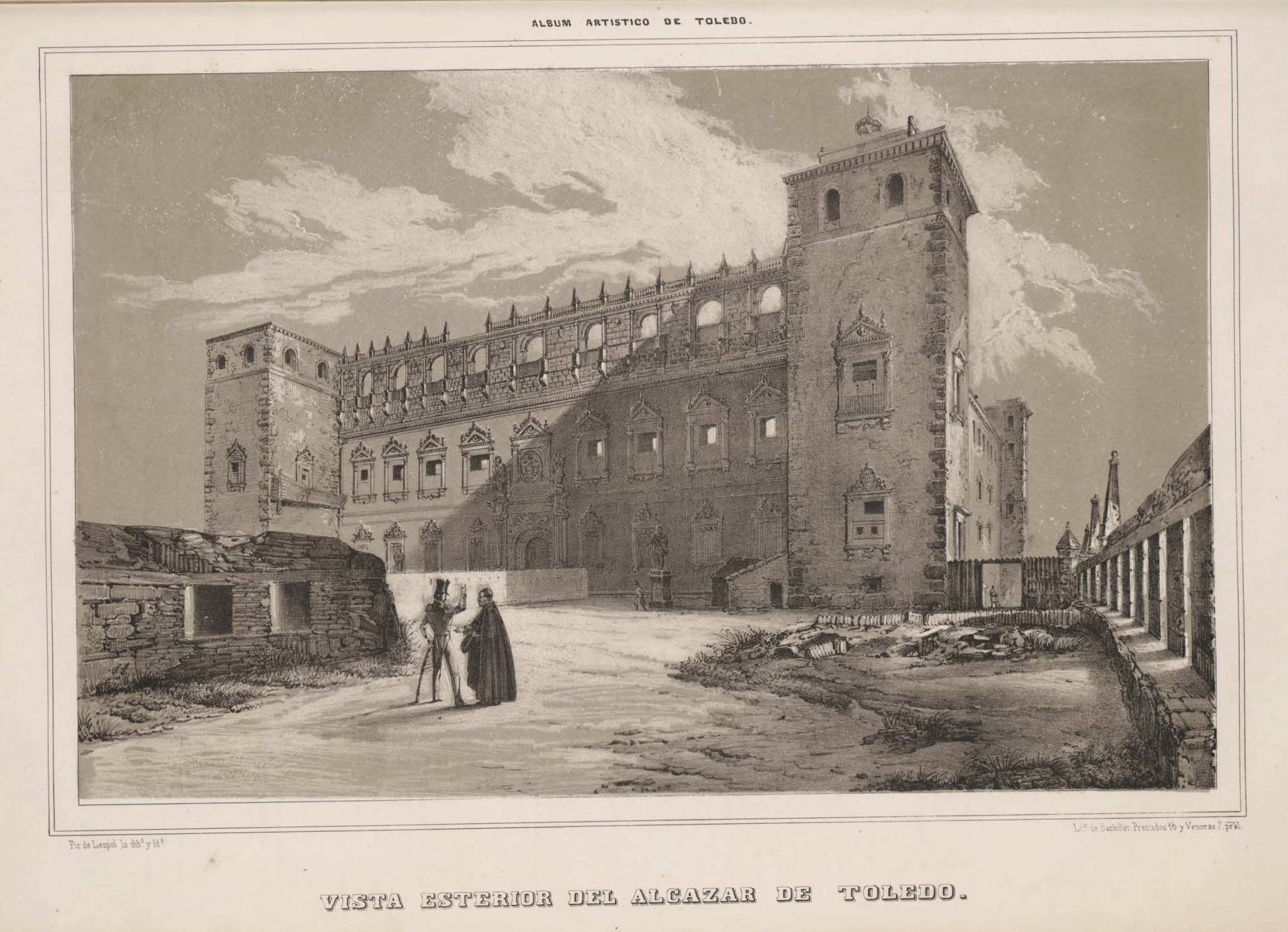
El alcázar en Álbum artístico de Toledo (1848), por Andreas Pic de Leopold.

La reina Isabel II cedió parte del alcázar para que se instalara en él el «Colegio de Infantería». Por esas fechas se realizaron los estudios necesarios para reedificar el edificio, pero la revolución política de 1854 paralizó las obras. En 1867 Toledo recibió con alborozo la noticia de que el alcázar va a ser reedificado y empezaron las obras el 2 de julio de ese mismo año. El año siguiente —1868— tiene lugar la revolución que destronó a la reina Isabel II y como consecuencia de ello las obras avanzaron con mucha lentitud. Cuando se acabó la reconstrucción, destacaban por su belleza los salones destinados a «Cámara Real», el «Salón de Honor» y el «Salón mudéjar». El Salón de honor tenía pintados en el techo cuatro momentos históricos famosos del emperador Carlos V: las entradas en Roma y Túnez, la batalla de Mühlberg y su entrevista con el rey Francisco I de Francia. En 1878 se instaló en el alcázar la Academia de Infantería de Toledo. Como coronación de las obras de reconstrucción se colocó una estatua de Carlos V en el centro del patio, de bronce fundido, copia de la que hizo Leone Leoni, que se conserva en el Palacio Real de Madrid, y situada sobre pedestal de piedra berroqueña.

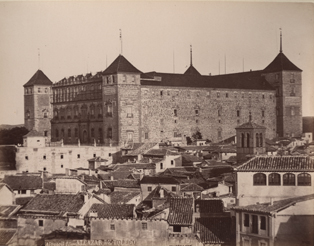
Vista del Alcázar por Casiano Alguacil (segunda mitad del siglo)

A mediados del siglo XIX el Ministerio de la Gobernación, durante el reinado de Isabel II, instaló en la torre N.O. (según el testimonio de Manuel de Assas en 1848) un mecanismo telegráfico para recibir y enviar mensajes codificados desde Madrid hasta Cádiz; era la torre telegráfica n.º 10 de la Línea de Andalucía, creada por el brigadier José María Mathé. Los puestos de esta línea de torres de telegrafía óptica estuvieron en algunas poblaciones como Aranjuez, Toledo, Ciudad Real, Puertollano y Fuencaliente; en la parte andaluza atravesaba otros lugares, como Cardeña, Montoro, Córdoba capital, Carmona, Sevilla capital, Las Cabezas de San Juan, Jerez de la Frontera, Cádiz capital y San Fernando. Su funcionamiento como telégrafo óptico fue breve, desde 1848 hasta 1857.
En 1887, el alcázar sufrió un tercer incendio, que comenzó en la biblioteca y se extendió rápidamente por todo el edificio, destruyéndolo casi por completo.

### SiglosXXyXXI
Guerra civil
Durante la guerra civil española (1936-1939) fue asaltado por el entonces coronel José Moscardó como punto ofensivo por parte de la Guardia Civil sublevada y resultó casi totalmente destruido por las tropas leales a la Segunda República y los milicianos, durante un asedio que duró setenta días, del 21 de julio al 27 de septiembre de 1936. Fue tomado ese día por las tropas al mando del general José Enrique Varela y visitado al día siguiente por Francisco Franco, jefe de las tropas golpistas. La propaganda franquista convirtió el asedio del alcázar en un símbolo del heroísmo durante la guerra.
Últimos años

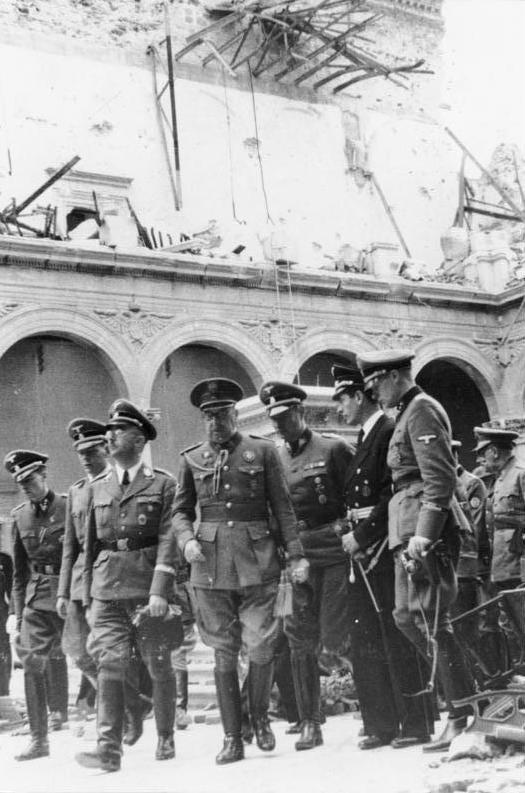
Heinrich Himmler visita el alcázar junto a José Moscardó en 1940

En octubre de 1998 se convirtió en la sede de la Biblioteca de Castilla-La Mancha, que se creó integrando los fondos y servicios de la Biblioteca Pública del Estado en Toledo (ubicada hasta entonces en la Casa de la Cultura, en la parte trasera del Museo de Santa Cruz) con los de la Biblioteca Regional (ubicada hasta entonces en el Palacio de los Condes de Oñate). A partir de julio de 2010 es sede del Museo del Ejército procedente del antiguo Salón de Reinos de Madrid. Aún podrían verse balas perdidas de la Guerra Civil incrustadas en las paredes del alcázar.

## Partes

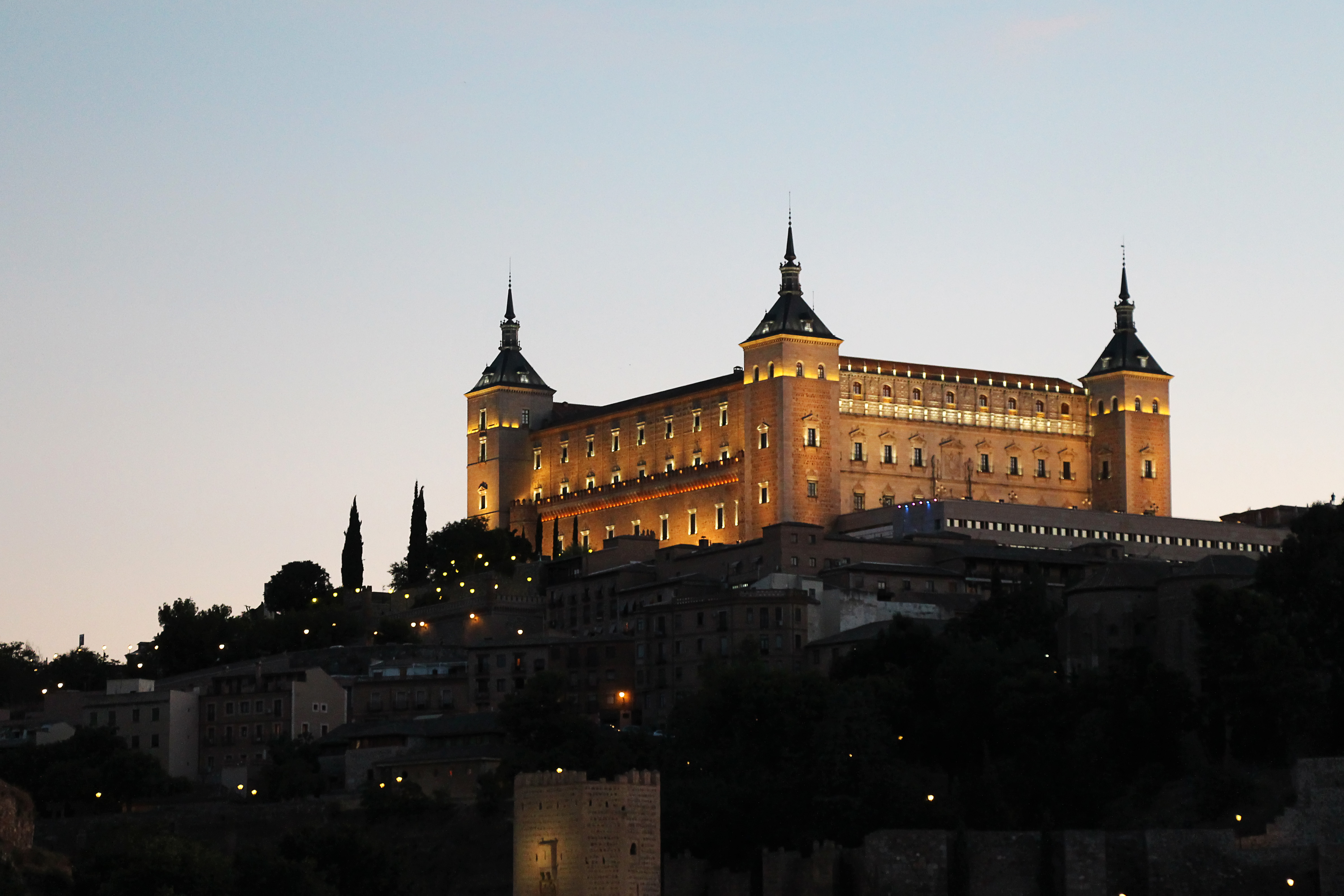
Vista del alcázar al anochecer

- Salón de armas blancas: Es una sala de homenaje y recuerdo a la tradición de espadería toledana que se continuó en la «Fábrica Nacional de Armas de Toledo», fundada por Carlos III, donde se puede observar la evolución que ha tenido el arma blanca.
- Salón de armas de fuego: Tiene todas las armas de fuego del siglo XX como pistolas, ametralladoras, morteros, fusiles, etc. procedentes del Museo del Ejército de Madrid.
- Se sitúa el Museo del Ejército actualmente, que narra la historia de España.
- Salón de Maquetas: Se exponen dos maquetas del Alcázar, antes y después del asedio, en la guerra civil española junto a fotografías y otros objetos significativos.
- Salón Romero Ortiz: Tiene expuestas las colecciones del que fue Ministro de Gracia y Justicia, Antonio Romero Ortiz, y que legó a la Academia de Infantería.
- Despacho de Moscardó. Este despacho es la única estancia que se conserva tal y como estaba el 28 de septiembre de 1936.
- Salón de las batallas. En este lugar se representan las tácticas, los ambientes y lugares donde se desarrollaron los hechos de armas más importantes de los ejércitos españoles. Sobre cada representación, en el techo, están los escudos de España en el momento de cada batalla abajo mostrada.
- Cripta: En la cripta se encuentran enterrados los restos de algunos militares y civiles que defendieron el Alcázar durante el asedio del 22 de julio al 27 de septiembre de 1936. Entre ellos José Moscardó y Jaime Milans del Bosch.
- Salón de uniformes contemporáneos. En esta estancia se exponen los uniformes reglamentarios hasta la actualidad, así como recompensas y distintivos. Tiene un fin divulgativo. El salón lo preside un busto del rey Juan Carlos I.
- Salón de Órdenes Militares. En este salón se reproducen las ocho órdenes militares de épocas comprendidas entre los siglos VIII al XVI y seis hábitos actuales. La orden más antigua, la de la Encina, data del año 722. La intención que tuvieron al montar esta sala es la de rendir homenaje a estas órdenes que contribuyeron de forma muy efectiva a la Reconquista  y que fueron los antecesores de los Ejércitos Regulares.
- Salón documental: Contiene los más variados documentos, planos, instrucciones, etc. por los que se han regido la construcción y sucesivas reconstrucciones del Alcázar desde los tiempos del emperador Carlos I.[11]

## Imágenes

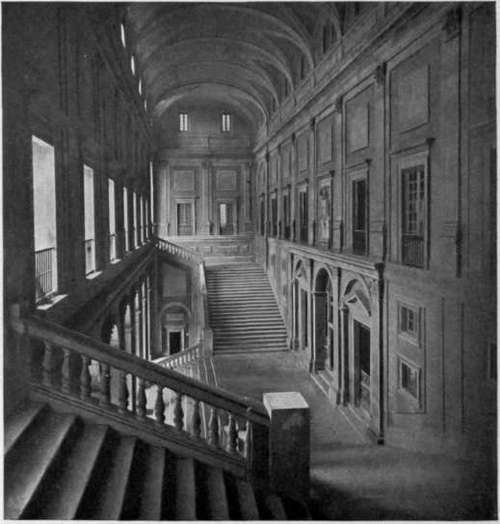
Interior del Alcázar hacia 1870.
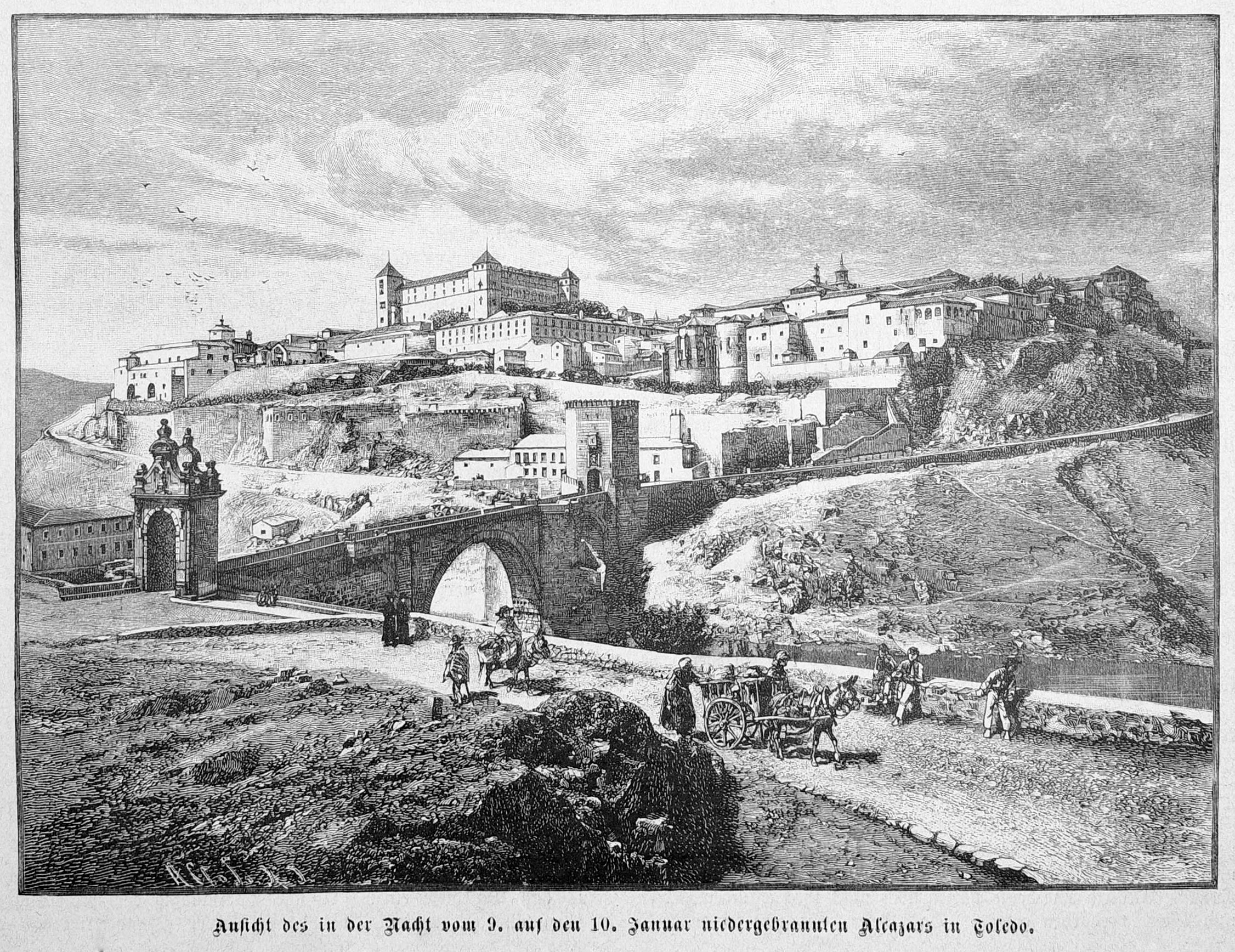
El Alcázar (al fondo) en 1887.
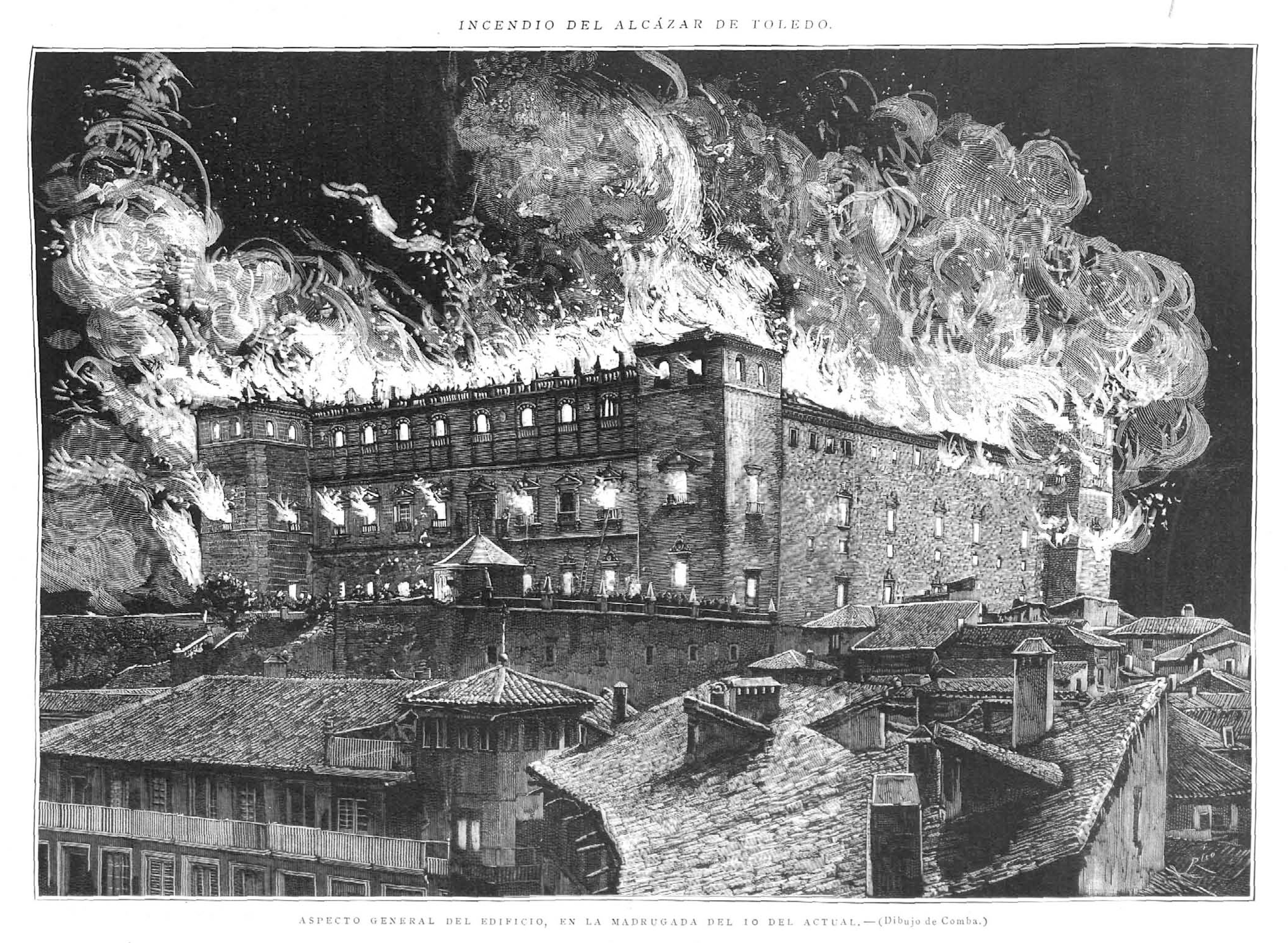
Incendio de 1887 por Comba.
Patio (c. 1895)
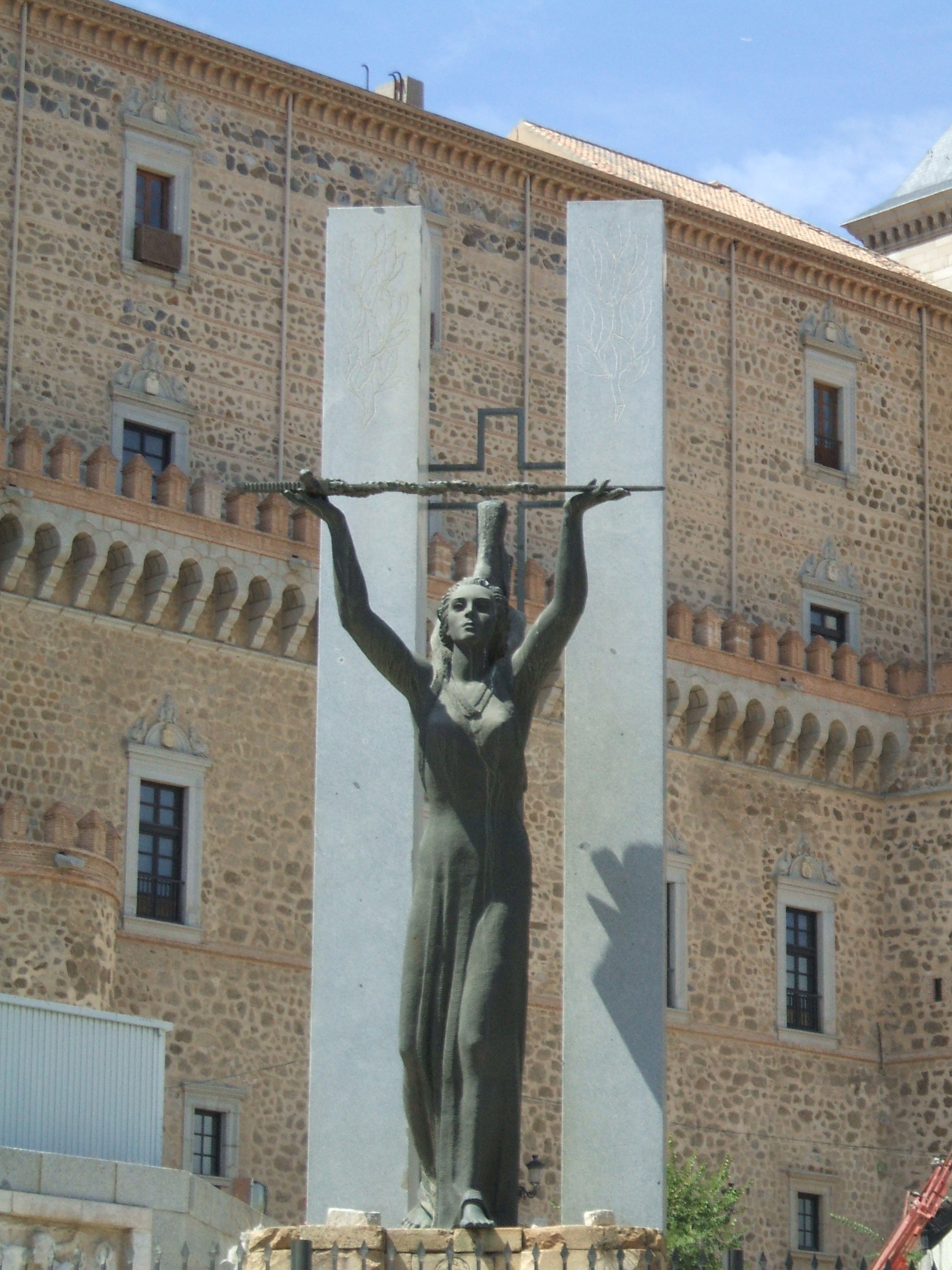
Monumento al Asedio.
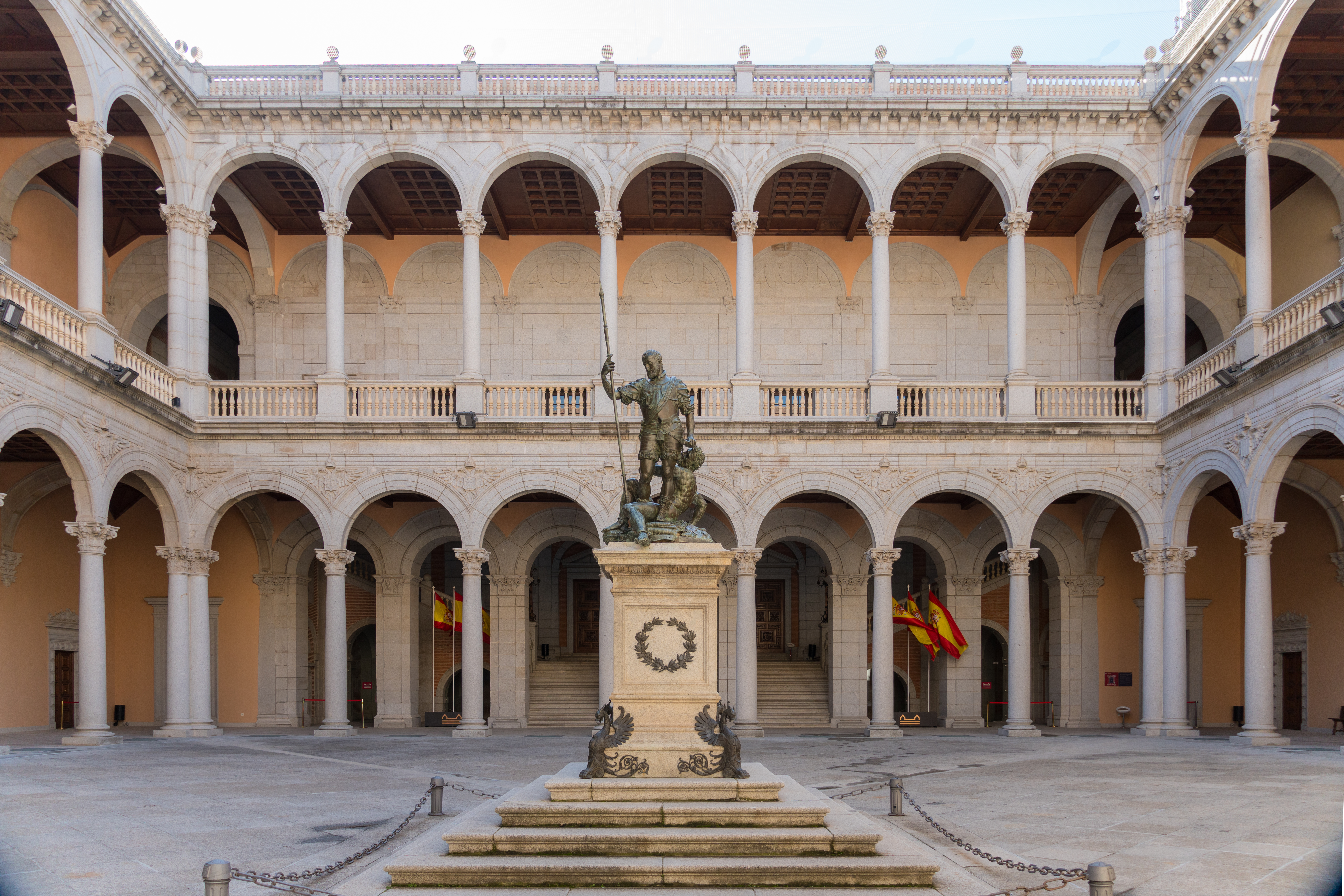
Patio en 2025
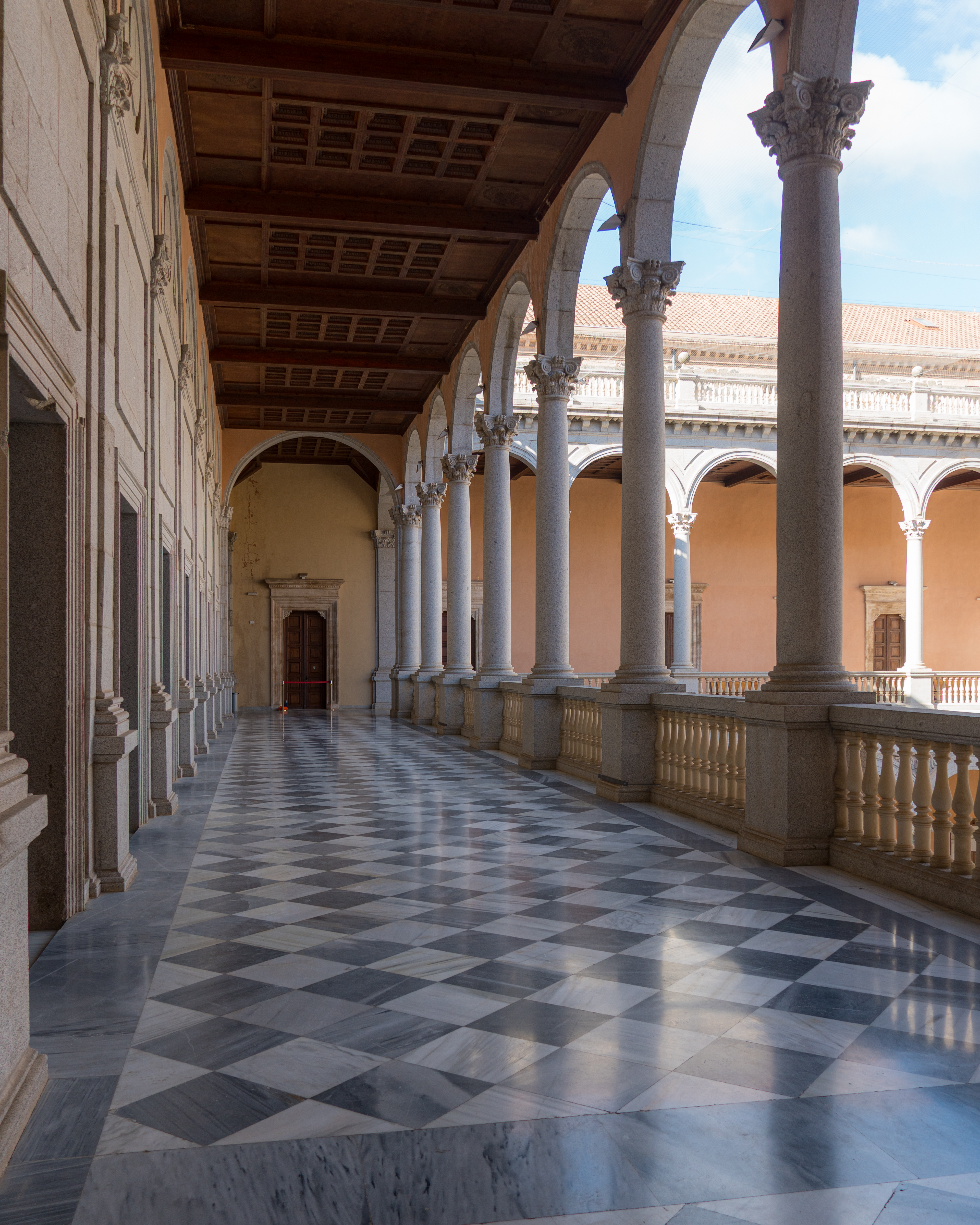
Galería superior del patio